# Nymphonella lambertensis
Nymphonella lambertensis är en havsspindelart som beskrevs av Stock, J.H. 1959. Nymphonella lambertensis ingår i släktet Nymphonella och familjen Ammotheidae. Inga underarter finns listade i Catalogue of Life.